# Lormaison
 Lormaison  es una población y comuna francesa, en la región de Picardía, departamento de Oise, en el distrito de Beauvais y cantón de Méru.

## Demografía
| 488 | 567 | 639 | 958 | 1167 | 1371 |
| Para los censos de 1962 a 1999 la población legal corresponde a la población sin duplicidades (Fuente: INSEE [Consultar]) |     |     |     |      |      |